# Jeserigerhütten
Jeserigerhütten ist ein Ortsteil der Gemeinde Wiesenburg/Mark im Landkreis Potsdam-Mittelmark in Brandenburg. Zu Jeserigerhütten gehören die bewohnten Gemeindeteile Spring und Setzsteig.

## Lage
Der Ort liegt südlich des Kernortes Wiesenburg an der Landesstraße L 831 und an der B 107. Südwestlich des Ortes erstreckt sich das rund 60,5 ha große Naturschutzgebiet Flämingbuchen, südlich verläuft die Landesgrenze zu Sachsen-Anhalt.

## Geschichte
Im Jahr 1592 entstand eine Teerhütte am Setzsteiger Weg, die als Heidelandt an der Terhütte bezeichnet wurde. Eine weitere Erwähnung findet sich als gegen der Therhütten am Setzsteiger wege im Jahr 1607, die 1682 als Pechhütte nochmals bezeugt ist. Hieraus entwickelten sich zwei Kolonien. Eine gehörte zum Gliener Anteil und bestand im Jahr 1777 aus zwei Häusern, die der Herrschaft gehörten und an Hofarbeiter und Drescher vermietet waren. Die zweite Kolonie gehörte zum Wiesenburger Anteil und war mit 28 Häusern deutlich größer. Der Gliener Anteil gehörte bis 1806 der Familie von Trotta genannt Treyden auf Klein Glien, zuletzt vertreten durch die Gutsbesitzerin Friedrike Theodore Elisabeth Trotta genannt Treyden (1772–1806). Frau von Trotta genannt Treyden heiratete Ludwig von Tschirschky und Bögendorff (1769–1829), Landesbestallter der sächsischen Oberlausitz. Und so kam Jeserigerhütten nach 1806 an die Familie von Tschirschky und Bögendorff, die diesen bis mindestens 1872 hielten und Klein Glien zum Hauptwohnsitz ausbauten. Der Wiesenburger Anteil gehörte bis 1755 der alten Familie Brandt von Lindau zu Wiesenburg, die ihn im genannten Jahr an die von Trotta genannt Treyden verkauften. Von dort kam er 1765 an die von Watzdorf aus Wiesenburg, hier insbesondere an Friedrich von Watzdorf. Bis ebenfalls seine Familie 1872, respektive spätestens 1881, nach dem Tod des Sohnes Curt von Watzdorf, sie ihre Anteile in Jeserigerhütten abgaben. Im Glienschen Anteil gab es im Jahr 1791 einen Krug und drei Tagelöhnerhäuser, während im Wiesenburger Anteil ausschließlich Häusler lebten. Eine Statistik aus dem Jahr 1837 berichtete lediglich von einem Dorf mit 36 Wohnhäusern. Im Jahr 1858 war der Gliensche Anteil 55 Morgen (Mg) groß und bestand aus einem öffentlichen sowie 6 Wohn- und 8 Wirtschaftsgebäuden, die sich auf 20 Mg Gehöfte und 35 Mg Acker erstreckten. Der Wiesenburger Anteil war 29 Mg groß, die sich auf 21 Mg Gehöfte und 8 Mg Acker verteilten. Dort standen 29 Wohn- und 35 Wirtschaftsgebäude.
Beide Anteile wurden nach 1872 vereinigt und bestanden 1905 mit dem Wohnplatz Forsthaus; im Dorf gab es 36 Häuser auf 47 Hektar (ha) Fläche (1900). Eine weitere Statistik aus dem Jahr 1931 führte 36 Wohnhäuser mit 38 Haushaltungen auf. Im Jahr 1939 gab es zwei land- und forstwirtschaftliche Betriebe, die zwischen 10 und 20 ha groß waren. Ein weiterer Betrieb war zwischen 5 und 10 ha groß, 29 Betriebe zwischen 0,5 und 5 ha.
Nach dem Zweiten Weltkrieg wurden im Rahmen der Bodenreform 108,13 ha enteignet: 7,94 ha Acker, 3,86 ha Wiese, 95,51 ha Wald und 0,82 ha Sonstiges. Davon gingen 16,6 ha an 14 Umsiedler, 71,47 ha an 29 nichtlandwirtschaftliche Arbeiter, Angestellte und Handwerker sowie 0,6 ha an einen Bauern. Die Gemeinde erhielt eine Zulage in Höhe von 19,46 ha. Die Bauern gründeten 1960 eine LPG Typ I mit 26 Mitgliedern und 59 ha Fläche, die 1970 an die LPG Typ I Jeserig/Fläming angeschlossen wurde. Im Jahr 1962 kam der Ortsteil Glashütte mit 26 ha von der Gemeinde Wiesenburg. Jeserigerhütten wurde 1964 Landgemeinde mit dem Ortsteil Glashütte. Im Jahr 1973 bestanden im Dorf eine PGH Holzverarbeitendes Handwerk und eine Revierförsterei. Jeserigerhütten kam am 1. Dezember 2001 zur Großgemeinde Wiesenburg/Mark.

### Bevölkerungsentwicklung
| Jahr       | 1817 | 1837 | 1858 | 1871 | 1885 | 1895 | 1905 | 1925 | 1939 | 1946 | 1964 | 1971 | 1981 |
| ---------- | ---- | ---- | ---- | ---- | ---- | ---- | ---- | ---- | ---- | ---- | ---- | ---- | ---- |
| Einwohner  | 193  | 226  |      | 217  | 180  | 175  | 147  | 157  | 135  | 213  | 239  | 213  |      |
| Glien      |      |      | 55   |      |      |      |      |      |      |      |      |      |      |
| Wiesenburg |      |      | 212  |      |      |      |      |      |      |      |      |      |      |
| Forsthaus  |      |      |      |      |      |      | 3    |      |      |      |      |      |      |

## Sehenswürdigkeiten

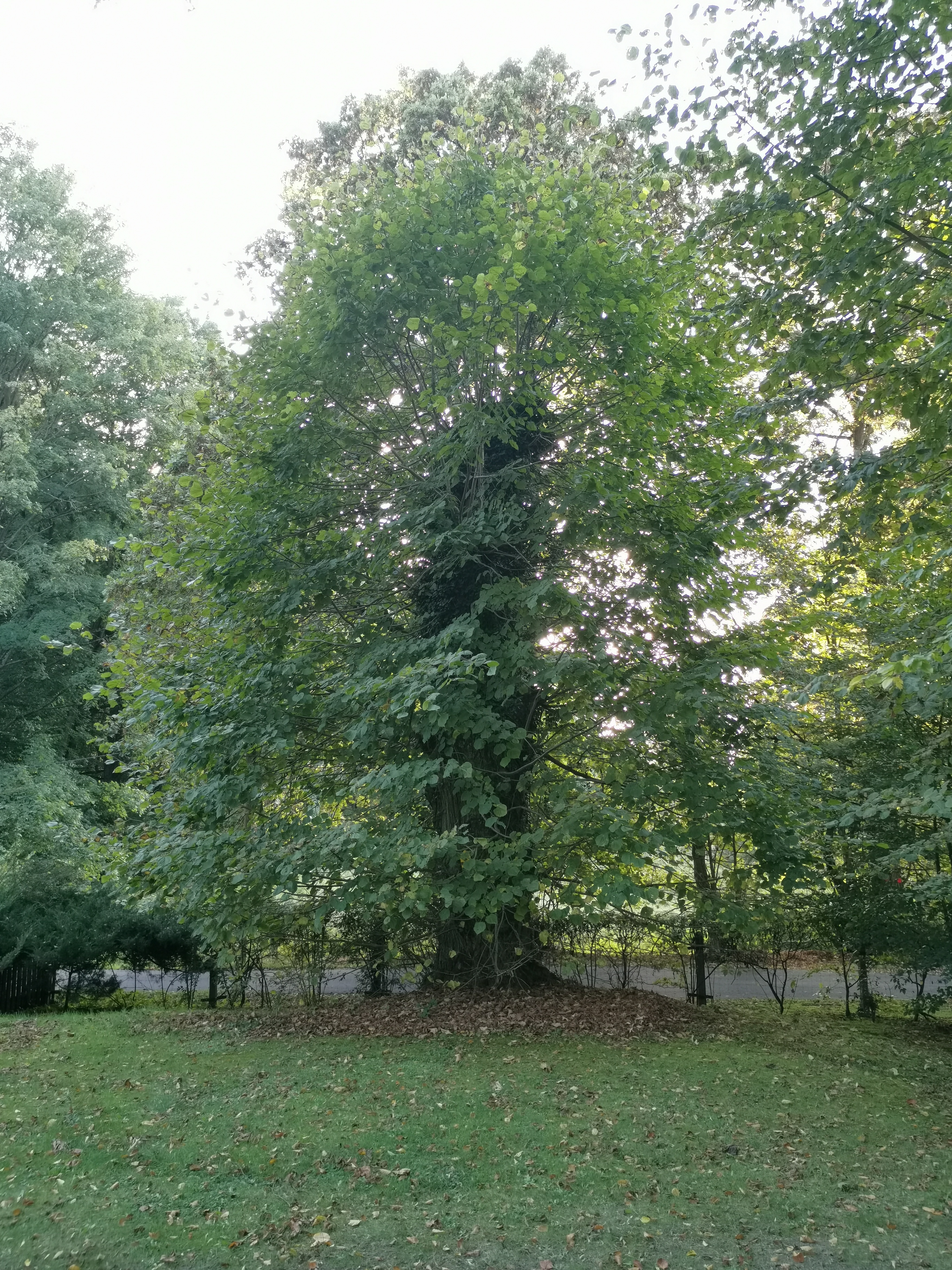
Sommerlinde

- In der Liste der Naturdenkmale in Wiesenburg/Mark sind für Jeserigerhütten zehn Naturdenkmale aufgeführt, darunter fünf Stiel-Eichen.